# Anders Fredrik Levin
Anders Fredrik Levin, född 1803 i Stockholm, död 1875, var en svensk glasgravör.
Anders Fredrik Levin kom som ung i lära hos glasgravören Johan Georg Chiewitz vid Kungsholmens glasbruk. Sedan glasbruket lagts ned flyttade han tillsammans med Chiewitz till Värmland och Sölje glasbruk. Levin blev kvar där till 1821 då han överflyttade till Liljedahls glasbruk, men återflyttade 1823 åter till Sölje glasbruk. År 1838 överflyttade han till Gjøviks glasbruk där han stannade till nedläggningen 1843, då han återvände till Liljedahl. Därifrån överflyttade han slutligen i 1847 till Eda glasbruk där han var verksam fram till 1860-tal. Levin var främst aktiv gravör men verkade även som glasslipare.